# 变
Pour les articles homonymes, voir Biàn.
Biàn est la traduction en pinyin des caractères chinois traditionnel 變 ou  simplifié 变, signifiant changement.
Son caractère Unicode est 53D8.
Exemple d'utilisation : Bian Lian, l'art des masques en Chine